# Vlag van oblast Smolensk
De vlag van oblast Smolensk is in gebruik sinds 10 december 1998. De vlag is rood met twee smalle horizontale gele strepen in de onderste helft, waardoor er drie rode strepen ontstaan. In de broektop staan het wapen van oblast Smolensk. Rood staat symbool voor de historische status van Smolensk als strijdtoneel in enkele van de belangrijkste oorlogen in de Russische geschiedenis. De eerste rode streep staat voor de oorlog tegen de Poolse interventionisten (1609-1611), de tweede voor de Franse invasie in 1812 en de derde voor de Tweede Wereldoorlog. Gele strepen op rood herinneren ook aan de Leninorde die aan de regio werd toegekend als erkenning voor haar moed tijdens de Tweede Wereldoorlog. Daarnaast staat geel voor twee mythische vogels: de gamayun en de feniks. De gamayun (in het wapen op een wit veld) is een traditioneel symbool van wijsheid en kennis. In het wapen van oblast Smolensk staat hij ook voor vrede, geluk, rijkdom en welvaart. De verwijzing naar de feniks geeft aan dat Smolensk twee keer uit de as van de oorlog is herrezen om opnieuw op te bouwen (na de Franse revolutionaire en napoleontische oorlogen en de Tweede Wereldoorlog). De wapenkoets vertegenwoordigt macht en ondoordringbaarheid, maar ook meedogenloosheid en vergelding tegenover de vijanden van Rusland. Op het wapen symboliseert de kroon dat Smolensk een integraal onderdeel is van de Russische Federatie.